# Фред Армісен
Фре́д А́рмісен (англ. Fred Armisen, народ. 4 грудня 1966 рік) — американський актор, комік, сценарист, продюсер і музикант. Найбільш відомий як член шоу «Суботнього вечора в прямому ефірі» (2002–2013), а також як творець серіалів «Портландія» і «Документалістика сьогодні!».
Лауреат двох премій «Пібоді» (2008 року — за шоу «Суботнього вечора в прямому ефірі»; 2011 року —  за серіал «Портландія») і дев'ятиразовий номінант на премію «Еммі».

## Раннє життя
Народився 4 грудня 1966 року в Хаттісберг, штат Міссісіпі.
Його сім'я переїхала в Нью-Йорк, коли він був дитиною. Також сім'я деякий час жила в Бразилії. Він виріс в селі Валлей-Стрім на Лонг-Айленді. Його мати, Хільдегарт Мірабаль — шкільна вчителька, родом з Венесуели. Батько — Ферейдун Армисен, колишній працівник компанії IBM, — японського (з боку батька, танцюриста Масамі Куні) і німецького походження (з боку матері).
Армісен навчався в школі образотворчих мистецтв в Нью-Йорку, але кинув навчання, щоб почати кар'єру барабанщика. Він згадував, що з раннього віку був шанувальником таких груп, як Devo і The Clash, які більшою мірою вплинули на його бажання виступати на сцені.

## Кар'єра

### Музика
У 1984 році Армісен разом зі шкільними друзями грав у місцевій рок-групі Валлей-Стрім, яка незабаром розпалася. У 1988, після завершення навчання в школі образотворчих мистецтв, він переїхав в Чикаго, де заснував панк-рок групу Trenchmouth, яка розпалася в 1996 році. В 1990-х Армісен був барабанщиком в складі Blue Man Group.
Армісен виступав в ролі барабанщика в трьох піснях альбому «Let's Stay Friends» (2007) групи Les Savy Fav, в декількох треках з альбому «Modern Art» (2011)  і «Leap Year» (2015) групи Wandering Lucy.
З 2014 року Армісен є лідером групи 8G Band, виступаючої на вечірньому телешоу «Вечір із Сетом Маєрсом».

### Телебачення і кіно
Будучи в складі музичного гурту Trenchmouth, Армісен почав цікавитися акторством.
Його робота на шоу «Пізня ніч з Конаном О'Браєном», «Говорящі ляльки» і Adult Swim, в 2002 році привели його на шоу «Суботнього вечора в прямому ефірі».
У Армісена були невеликі ролі у фільмах «Євротур», «Чоловік за викликом 2», «Телеведучий: Легенда про Рона Борганді», «Екс-любовник», «Підвищення», «Голий барабанщик» і «Зізнання шопоголіка».
У 2011 році він разом з Керрі Браунштейн створив скетч-серіал «Портландія», а в 2015 — мок'юментарі-сериал «Документалістика сьогодні!» спільно з Біллом Гейдером.

## Особисте життя
Армісен був одружений з виконавицею й авторкою пісень Саллі Тіммс з 1998 по 2004, і з актрисою Елізабет Мосс з 2009 по 2011 рік. З 2014 року зустрічається з актрисою Наташою Лайонн.

## Фільми
| Рік  | Назва                                             | Оригінальна назва                                    | Роль                               | Примітки                |
| ---- | ------------------------------------------------- | ---------------------------------------------------- | ---------------------------------- | ----------------------- |
| 1998 | Путівник по музиці та з півдня на південний захід | Guide to Music and South by Southwest                | різноманітні                       | короткометражний        |
| 1998 | Посібник Фреда Армісена з танцю та самозахисту    | Fred Armisen's Guide to Dance and Self-Defense       | різноманітні                       | короткометражний        |
| 2002 | Я намагаюся розбити тобі серце: фільм про Вілко   | I Am Trying to Break Your Heart: A Film About Wilco  | Фред Армісен                       |                         |
| 2002 | Як Майк                                           | Like Mike                                            | Новий вік тато                     |                         |
| 2003 | Міжнародний кінофестиваль Франка                  | Frank International Film Festival                    | Френк                              | короткометражний        |
| 2003 | Мелвін йде обідати                                | Melvin Goes to Dinner                                | Веса                               |                         |
| 2004 | Телеведучий: Легенда про Рона Борганді            | Anchorman: The Legend of Ron Burgundy                | Тіно                               |                         |
| 2004 | Євротур                                           | Eurotrip                                             | Моторошний італієць                |                         |
| 2004 | Прокинься, Роне Бургунді: Загублений фільм        | Wake Up, Ron Burgundy: The Lost Movie                | Тіно                               |                         |
| 2005 | Чоловік за викликом 2                             | Deuce Bigalow: European Gigolo                       | француз                            | немає в титрах          |
| 2006 | Ласкаво просимо, або Сусідам вхід заборонений     | Deck the Halls                                       | Гюстав                             |                         |
| 2006 | Колишній                                          | The Ex                                               | Менні                              |                         |
| 2006 | Гріффін і Фенікс                                  | Griffin & Phoenix                                    | Невідомий                          |                         |
| 2006 | Поцілуй мене знову                                | Kiss Me Again                                        | Професор Сабо                      |                         |
| 2006 |                                                   | Tenacious D in The Pick of Destiny                   | Охоронець                          |                         |
| 2007 |                                                   | Aqua Teen Hunger Force Colon Movie Film for Theaters | Час Лінкольна                      | голос                   |
| 2008 | Ой, матінко                                       | Baby Mama                                            | Продавець колясок                  |                         |
| 2008 | Різдво на Марсі                                   | Christmas on Mars                                    | Noachis                            |                         |
| 2008 | Акція                                             | The Promotion                                        | Скотт Фаргас                       |                         |
| 2008 | Рокер                                             | The Rocker                                           | Вейн Керр                          |                         |
| 2008 |                                                   | Bang Blow & Stroke                                   | Керр                               | короткометражний        |
| 2009 | Зізнання шопоголіка                               | Confessions of a Shopaholic                          | Раян Коенінг                       | короткометражний        |
| 2009 |                                                   | Post Grad                                            | Гуаканатор Пітчман                 |                         |
| 2010 | Парочка копів                                     | Cop Out                                              | Російський юрист                   |                         |
| 2010 | Наше сімейне весілля                              | Our Family Wedding                                   | Філіп Густо                        |                         |
| 2010 | Легковажна Я                                      | Easy A                                               | Пастор                             |                         |
| 2010 | Кішки та собаки: Помста Кітті Галор               | Cats & Dogs: The Revenge of Kitty Galore             | Фрідріх                            |                         |
| 2010 | Президентська зустріч                             | Presidential Reunion                                 | Барак Обама                        |                         |
| 2011 | Смурфики                                          | The Smurfs                                           | Розумний Смурф                     | голос                   |
| 2011 | Смурфики: Різдвяна пісня                          | The Smurfs: A Christmas Carol                        | Розумний Смурф                     | голос                   |
| 2012 | Диктатор                                          | The Dictator                                         | Смерть офіціанта ресторану Aladeen | камео                   |
| 2012 | Світ веселощів                                    | Fun World                                            | Фред                               | короткометражний, голос |
| 2013 | Смурфики 2                                        | The Smurfs 2                                         | Розумний смурф                     | голос                   |
| 2013 | Смурфики: Легенда про Смурфієву западину          | The Smurfs: The Legend of Smurfy Hollow              | Розумний смурф                     | голос                   |
| 2014 | Салатні дні                                       | Salad Days                                           | Фред Армісен                       | документальний          |
| 2015 | Залежний від Фресно                               | Addicted to Fresno                                   | Джеральд                           |                         |
| 2015 | Літо на Стейтен-Айленді                           | Staten Island Summer                                 | Віктор                             |                         |
| 2015 |                                                   | Looney Tunes: Rabbits Run                            | Спіді Гонзалес                     | голос, відразу на відео |
| 2015 |                                                   | The Damned: Don't You Wish That We Were Dead         | Фред Армісен                       | документальний          |
| 2016 | Зразковий самець 2                                | Zoolander 2                                          | VIP                                |                         |
| 2016 | Звичайний світ                                    | Ordinary World                                       | Гері                               |                         |
| 2017 | Маленькі години                                   | The Little Hours                                     | Єпископ Бартоломео                 |                         |
| 2017 | Візьміть десять                                   | Take the 10                                          | Водій                              |                         |
| 2017 | Пластир                                           | Band Aid                                             | Дейв                               |                         |
| 2017 | Будинок завтрашнього дня                          | The House of Tomorrow                                | Оповідач відеотуру                 | голос                   |
| 2017 | Битва статей                                      | Battle of the Sexes                                  | Рео Блер                           |                         |
| 2017 | Lego Фільм: Ніндзяго                              | The Lego Ninjago Movie                               | Коул                               | голос                   |
| 2017 | Zane's Stand Up Promo                             |                                                      | Коул                               | голос                   |
| 2018 | Гра закінчена, чоловіче!                          | Game Over, Man!                                      | Фред Армісен                       |                         |
| 2019 | Джей та Мовчазний Боб: Перезавантаження           | Jay and Silent Bob Reboot                            | Водій Uber                         |                         |
| 2020 | Всі разом зараз                                   | All Together Now                                     | Містер Френкс                      |                         |
| 2021 | Як це закінчується                                | How It Ends                                          | Менні                              |                         |
| 2021 | Запізно                                           | Too Late                                             | Фредо Муньос                       |                         |
| 2021 | Мітчелли супроти Машин                            | The Mitchells vs. the Machines                       | Деборабот 5000                     | голос                   |
| 2022 | Закрути мене                                      | Spin Me Round                                        | Рікі                               |                         |
| 2022 | Пузир                                             | The Bubble                                           | Даррен Ейган                       |                         |
| 2022 | Клерки 3                                          | Clerks III                                           | Аудитор                            |                         |
| 2023 | Брати Супер Маріо в кіно                          | The Super Mario Bros. Movie                          | Вередливий Конг                    | голос                   |
| 2023 | Конкурсант                                        | The Contestant                                       | Оповідач                           | голос                   |
| 2024 | Без глазурі                                       | Unfrosted                                            | Майк Пунц                          |                         |

### Телебачення
| Рік        | Заголовок                                                         | Роль                                  | Примітки |
| ---------- | ----------------------------------------------------------------- | ------------------------------------- | --- |
| 1997–2001  | Reverb                                                            | Interviewer                           | 82 episodes |
| 1999       | Fred                                                              | Himself, Various                      | Pilot |
| 2001       | Late Friday                                                       | Father Fred, Fericito                 | 2 episodes |
| 2001       | Premium Blend                                                     | Sergeant Fred                         | 2 episodes |
| 2002       | Next!                                                             | Various                               | Pilot |
| 2002       | Late World with Zach                                              | Interpretive Bongos Wizard, Various   | 29 episodes |
| 2002–2018  | Saturday Night Live                                               | Himself (host), Various               | 229 episodes |
| 2003–2007  | Crank Yankers                                                     | Chip Douglas (voice)                  | 13 episodes |
| 2004       | Comedy Lab                                                        | Jeremy                                | 1 episode |
| 2004, 2008 | Aqua Teen Hunger Force                                            | Poncho, Robot Husband (voices)        | 2 episodes |
| 2005       | New York Noise                                                    | Himself                               | Episode: "Beggars Group 10th Anniversary in NYC Party" |
| 2005–2008  | Squidbillies                                                      | Miguel, Jesus, Hippie (voices)        | 4 episodes |
| 2006       | Freak Show                                                        | Various Voices                        | 3 episodes |
| 2006       | Night of Too Many Stars: An Overbooked Event for Autism Education | Prince                                | Television special |
| 2006       | Tom Goes to the Mayor                                             | Phillip Priest (voice)                | Episode: "Jeffy the Sea Serpent" |
| 2007, 2012 | 30 Rock                                                           | Raheem Haddad, Frank 2.0 / Phone Lady | 2 episodes |
| 2007       | Tim and Eric Nite Live!                                           | Dr. Pat Gordon Hall                   | 1 episode |
| 2007, 2008 | Human Giant                                                       | Himself, Dr. Marker, Doctor           | 3 episodes |
| 2007, 2010 | Yo Gabba Gabba!                                                   | Himself, Larry the Treasure Hunter    | 2 episodes |
| 2008       | The Sarah Silverman Program                                       | Taylor Magenheim                      | Episode: "Patriot Tact" |
| 2008       | Blue Man Group: How to Be a Megastar 2.0                          | Rod Popeil                            | Television film |
| 2008–2012  | Saturday Night Live Weekend Update Thursday                       | Various                               | 8 episodes |
| 2008, 2010 | Tim and Eric Awesome Show, Great Job!                             | Various                               | 2 episodes |
| 2009       | Parks and Recreation                                              | Raul                                  | Episode: "Sister City" |
| 2010       | Ugly Americans                                                    | Larry King (voice)                    | Episode: "So You Want to Be a Vampire?" |
| 2011–2018  | Portlandia                                                        | Various                               | Writers Guild of America Award for Comedy/Variety (including talk) series (2013) Nominated—Primetime Emmy Award for Outstanding Writing for a Variety Series (2012–14) Nominated—Writers Guild of America Awards 2013\|Writers Guild of America Award for Comedy/Variety (including talk) series (2014) Nominated—Primetime Emmy Award for Outstanding Supporting Actor in a Comedy Series (2014) |
| 2011–2013  | The Looney Tunes Show                                             | Speedy Gonzales (voice)               | 30 episodes |
| 2011       | The Soup                                                          | Himself, CARL                         | Episode: "Fred Armisen" |
| 2012       | Up All Night                                                      | Gideon Kirk                           | Episode: "Hey Jealousy" |
| 2012–2013  | Late Night with Jimmy Fallon                                      | Lady Hedith                           | 5 episodes |
| 2012       | The Simpsons                                                      | Terrence (voice)                      | Episode: "The Day the Earth Stood Cool" |
| 2012       | Unsupervised                                                      | Martin (voice)                        | 6 episodes |
| 2013       | Bob's Burgers                                                     | Tommy (voice)                         | Episode: "Nude Beach" |
| 2013       | Conan                                                             | Conan O'Brien                         | Episode: "Occupy Conan: When Outsourcing Goes Too Far" |
| 2013       | Kroll Show                                                        | Papi Jr                               | Episode: "Dine & Dash" |
| 2013       | Jimmy Kimmel Live!                                                | Osama Bin Laden                       | 1 episode |
| 2013       | Out There                                                         | Terry Rosachristas (voice)            | 10 episodes |
| 2013       | The Awesomes                                                      | Stage Manager (voice)                 | Episode: "Pilot, Part 2" |
| 2013–2018  | Brooklyn Nine-Nine                                                | Mlep(clay)nos                         | 4 episodes |
| 2014       | Super Fun Night                                                   | Brian Headfoot                        | Episode: "Hostile Makeover" |
| 2014       | Broad City                                                        | Craigslist Baby                       | Episode: "What a Wonderful World" |
| 2014–тепер | Late Night with Seth Meyers                                       | Himself                               | Band leader |
| 2014       | House of Lies                                                     | Vincent                               | Episode: "Comeuppance" |
| 2014       | Chozen                                                            | Various Voices                        | Episode: "In a Pickle" |
| 2014       | Modern Family                                                     | Langham                               | Episode: "Las Vegas" |
| 2014       | Comedy Bang! Bang!                                                | Himself                               | Episode: "Fred Armisen Wears Black Jeans & Glasses" |
| 2014       | Archer                                                            | Gustavo Calderon (voice)              | 5 episodes |
| 2014       | Mike Tyson Mysteries                                              | Leprechaun (voice)                    | Episode: "Is Magic Real?" |
| 2014       | Elf: Buddy's Musical Christmas                                    | Chadwick (voice)                      | Television film |
| 2015       | 30th Independent Spirit Awards                                    | Himself (host)                        | Television special |
| 2015       | Man Seeking Woman                                                 | Tanaka                                | Episode: "Sizzurp" |
| 2015       | 7 Days in Hell                                                    | Edward Pudding                        | Television film |
| 2015       | The Jim Gaffigan Show                                             | Dr. Weiss                             | Episode: "Pilot" |
| 2015–2017  | Difficult People                                                  | Garry Epstein                         | 3 episodes |
| 2015–тепер | Documentary Now!                                                  | Various                               | Writers Guild of America Award for Comedy/Variety Series (2017) |
| 2015, 2018 | Robot Chicken                                                     | Various Voices                        | 2 episodes |
| 2016       | New Girl                                                          | Brandon                               | Episode: "No Girl" |
| 2016–2017  | Незламна Кіммі Шмідт                                              | Robert Durst                          | 4 episodes |
| 2016       | Man Seeking Woman                                                 | Jesus                                 | Episode: "Honey" |
| 2016       | Blunt Talk                                                        | Dr. Larry Simon                       | Episode: "Love Is Not Linear" |
| 2017       | Michael Bolton's Big, Sexy Valentine's Day Special                | Peter Salanz                          | Variety special |
| 2017–2018  | Nature Cat                                                        | Herbert the Hermit Crab (voice)       | 4 episodes |
| 2017       | Son of Zorn                                                       | Lord Vulchazor (voice)                | Episode: "All Hail Son of Zorn" |
| 2017       | Animals.                                                          | Alabaster (voice)                     | 2 episodes |
| 2017       | Comrade Detective                                                 | Orzan (voice)                         | Episode: "Two Films for One Ticket" |
| 2017–2025  | Big Mouth                                                         | Elliot Birch, Various Voices          | 10 episodes |
| 2017       | Lady Dynamite                                                     | Miss Cookie Wolf                      | Episode: "Apache Justice" |
| 2017–2018  | The Last Man on Earth                                             | Karl Cowperthwaite                    | 4 episodes |
| 2017–2018  | I Love You, America with Sarah Silverman                          | Jesus                                 | 2 episodes |
| 2017       | A Christmas Story Live!                                           | Mall Elf                              | Television special |
| 2018–2021  | Final Space                                                       | KVN (voice)                           | 10 episodes |
| 2018       | Splitting Up Together                                             | Dr. Rydakto                           | Episode: "Letting Ghost" |
| 2018       | Forever                                                           | Oscar Hoffman                         | 8 episodes |
| 2022–2025  | Венздей                                                           | Фестер Аддамс                         | 3 episodes |

### Відео ігри
| Рік  | Заголовок                                     | Роль                                  |
| ---- | --------------------------------------------- | ------------------------------------- |
| 2008 | Grand Theft Auto IV                           | Pervert, Hotdog Vendor, Internet Nerd |
| 2010 | Red Dead Redemption                           | Pharmacist                            |
| 2013 | The Smurfs 2                                  | Brainy Smurf                          |
| 2013 | Grand Theft Auto V                            | Hugh Harrison                         |
| 2014 | Scooby Doo and Looney Tunes: Cartoon Universe | Speedy Gonzales                       |
| 2018 | Red Dead Redemption 2                         | Aldridge T. Abbington                 |

## Дискографія
The KGB
- The KGB (1984)
- The KGB [Re-release] (TBD)

Trenchmouth
- Snakebite [EP] (1989)
- Kick Your Mind And Make It Move [EP] (1991)
- Construction of New Action (1991)
- Trenchmouth / Circus Lupus [Split] (1992)
- Inside the Future (1993)
- The Position of the Right Hand: Trenchmouth / Bliss [Split] (1993)
- Achtung Chicago! Zwei compilation (1993)
- Trenchmouth Vs. the Light of the Sun (1994)
- The Broadcasting System (1995)
- Volumes, Amplifiers, Equalizers (1995)
- More Motion: A Collection (2003)

Crisis of Conformity
- Fist Fight! (2011)

Ian Rubbish and The Bizzaros
- The Best Of Ian Rubbish [EP] (2013)
- It's a Lovely Day [Single] (2013)